# أرنفين بيرغمان
أرنفين بيرغمان (بالنرويجية: Arnfinn Bergmann) هو لاعب قفز تزلجي من النرويج. فاز بالميدالية الذهبية في فئة القفز التزلجي دورة الألعاب الأولمبية الشتوية 1952 في أوسلو.

## روابط خارجية
- أرنفين بيرغمان على موقع IMDb (الإنجليزية)
- أرنفين بيرغمان على موقع الاتحاد الدولي للتزلج (القفز التزلجي) (الإنجليزية)
- أرنفين بيرغمان على موقع أوليمبيديا (الإنجليزية)